# Ivan Foustka
Ivan Foustka (7. dubna 1928, Praha – 2. února 1994 Praha) byl český spisovatel, novinář a herec.

## Životopis
V Praze-Dejvicích vystudoval reálné gymnázium. Pak začal pracovat jako novinář, nejdříve v nakladatelství Mladá fronta, pak v časopise Československá televize, který vyměnil na dlouhá léta (do roku 1988, do svých 60 let) za práci v týdeníku Československý rozhlas. Pro rozhlas pracoval i v důchodu externě.
Mimo svou profesní novinářskou dráhu se věnoval i divadlu. V letech 1949–1950 hrál v Teplicích  a je známá jeho vedlejší role ve zfilmované inscenaci Poslední růže od Casanovy v roce 1966.

## Literární dílo
Za svůj život napsal celkem 8 knih, z toho tři knihy jsou řazeny do žánru sci-fi. Začal ovšem napřed povídkami, prvotinou byla roku 1948 v Národním osvobození vydaná povídka Pokus profesora Fiorsena. Povídky psal až do sklonku svého života a na některých se podílela i Jana Matoušková.
Větší práce začal uveřejňovat v roce 1964, první byl soubor čtyř SF povídek pod názvem Planeta přeludů, které mu vydalo knižně SNDK. O rok později mu Naše vojsko vydalo napínavý SF román Vzpoura proti času a v roce 1968 mu vyšel tiskem satirický SF román Výlet k pánubohu.
Mezi detektivky se řadí titul A tam je konec světa, na sklonku života vytvořil vydanou historickou baladu o Falkeštejnovi.
Společně s Waldemarem Matuškou sepsal pro nakladatelství Olympia dvě knihy jeho biografických vzpomínek: Svět má 24 hodiny a To všecko vodnes čas…

## Seznam knih
- 1964 – Planeta přeludů – sbírka 4 science fiction povídek pro děti; SNDK
- 1965 – Vzpoura proti času – dobrodružná sci-fi; Naše vojsko[5]
- 1968 – Výlet k Pánubohu – patrný odklon od vědeckofantastického žánru, více parodie
- 1970 – To všecko vodnes čas – životopis Waldemara Matušky; Olympia
- 1970 – Prisonniers des robots - překlad do francouzštiny Ludvík Vlk a Alain Chany; autor psán I. Foutska; Paris
- 1981 – A tam je konec světa
- 1982 – Svět má 24 hodiny - (o Waldemaru Matuškovi); Olympia
- 1986 – Romance o dvou bezvýznamných; jihočeské nakladatelství České Budějovice
- 1994 – Balada o posledním Falkenštejnovi; Melantrich